# Godofredo I de Brabante

Escudo de armas dos duques de Brabante
o rugido do leão de ouro pronto para a luta

Godofredo I de Brabante (1060 - 25 de janeiro 1139) "o Barbudo" ou "o Corajoso" , ou "o Grande" foi conde de Brabante, Lovaina e de Bruxelas e duque da Baixa-Lotaríngia de 1106 a 1125 com o título de Godofredo V desde 1106 até 1129. Foi também marquês de Antuérpia de 1106 à sua morte.

## Biografia
Sucedeu o seu irmão Henrique III de Lovaina (? — Tournai, fevereiro de 1095) como Conde de Lovaina e Landgrave de Brabante com a morte deste.
Sua primeira guerra foi contra o bispo de Lièget, Otbert de Liège por causa do condado de Brunengeruz que os dois reivindicavam. 
Este assunto teve a arbitragem do imperador Henrique IV, Sacro Imperador Romano-Germânico (Goslar, Brunswick, Alemanha 11 de novembro de 1050 — Liége, Bélgica 7 de agosto de 1106) em 1099, sendo o território atribuído ao bispo, que deu a Alberto III de Namur, o condado de Namur. 
em seguida arbitra uma disputa entre Henrique IV de Luxemburgo, Conde de Luxemburgo e Limburgo, e Arnoldo I de Looz (1060 - 1135), Conde de Loon, sobre a nomeação do Abade nomeado para a Abadia de Saint-Trond, sendo ele próprio a favor do imperador na Lotaríngia, defendendo assim os seus interesses contra o conde de Flandres, que invadiu Cambrai, em 1102.
O imperador Henrique IV, Sacro Imperador Romano-Germânico morreu em 1106. O novo imperador, Henrique V, Sacro Imperador Romano-Germânico, que se havia revoltado contra seu pai, decidiu vingar-se dos partidários de seu pai. Assim aprisionou Henrique, Duque da Baixa Lotaríngia a que tirou o ducado da Baixa Lotaríngia e o deu a Godofredo I. Henrique que no entanto escapo com vida, tentando mais tarde recuperar o seu antigo ducado, só conseguindo recuperar Aix-la-Chapelle.
Em 1114, durante um conflito entre o Imperador e o Papa Pascoal II, uma insurreição eclodiu na Germânia, tendo Godofredo sido parte participante. 
No ano de 1118 o imperador Henrique V e Godofredo reuniram-se para sanar a contenda. No ano seguinte morreu o conde de Flandres, Balduíno VII da Flandres (1093 – 17 de julho de 1119), e como não tinha nenhum filho, a Flandres foi disputada por vários possíveis herdeiros, entre os caus se encontrava Guilherme de Ypres, que tinha casado com uma sobrinha da segunda esposa de Godofredo. Godofredo deu-lhe o seu o apoio, mas não conseguiu vencer a contenda contra Carlos I da Dinamarca (1083 - 2 de março de 1127) que se encontrava no outro campo de batalha.
Nesse mesmo ano morreu Otbert de Liège, bispo de Liège, tendo surgido dois candidatos a sucedê-lo, novamente surge um conflito em que Godofredo volta a intervir como parte interessada, não tendo atingido os seus intentos. 
Algum tempo depois deste acontecimento deu inicio a um período em que, por força das suas alianças, obteve o domínio da Lotaríngia. 
Casou sua filha com o rei da Inglaterra, Henrique I de Inglaterra (cerca 1068 - 1 de dezembro de 1135), que era padrasto do imperador. o Imperador, no entanto morreu em 1125, deixando dois candidatos possíveis ao trono imperial: Lotário de Supplinburg e Conrado III, Sacro Imperador Romano-Germânico. Godofredo deu o seu apoio a Conrado, facto que não lhe correu bem porque foi Lotário que recebeu o trono. Como vingança este retirou-se a Baixa Lorena e deu-a a Waleran de Limburg, tendo no entanto Godofredo conseguido manter o marquesado de Antuérpia e o título ducal.
Na Flandres, Carlos I da Dinamarca (1083 - 2 de março de 1127), "o Bom" foi assassinado em 1127, e a sucessão foi reivindicada por vários senhores feudais. O escolhido foi Guilherme Clito, mas a sua autoridade rapidamente foi posta em causa por vários descontentamento que se transformaram em rebelião, e Godofredo interveio novamente na luta. Deste vez teve mais sucesso e termina aliando-se com ao vencedor, Teodorico da Alsácia. Durante a sua vida ainda teve a oportunidade de lutar novamente contra o bispo de Liège, e mais tarde como o Conde de Namur.
Godfrey morreu 25 de janeiro 1139 e foi enterrado na Abadia de Affligem.

## Relações familiares
Foi filho de Henrique II de Lovaina (1020 — Mosteiro de Santa Gertrudes, Nivelles 1078) e de Adela van der Betuwe, filha de Eberhard de Betuwe, conde de Betuwe. casou com por duas vezes, a primeira em 1098 com Ida de Chiny e Namur (1078 - 1117) filha de Otão II de Chiny, conde de Chiny e de Adelaide de Namur de quem teve:
1. Godofredo II de Lovaina[2][3] ou também Godofredo II de Brabante (1100 - 13 de junho de 1142), duque de de Brabante, casado com Lutgarde de Sulzbach (1109 - 1163), filha de Berenguer II de Soulzbach e de Adelaide de Lechsgemünd.
2. Henrique de Lovaina (1105 -?).
3. Adeliza de Lovaina (1104 - 1151) casada por duas vezes, a primeira com Henrique I de Inglaterra, rei de Inglaterra e a segunda com William de Aubigny (? - 1157), Conde de Lincoln.
4. Ida de Lovaina (1110 -?) casada com Arnaldo I de Kleve, conde de Kleve
5. Clarissa de Lovaina (? - 1140).

O segundo casamento aconteceu por volta de 1120 com Clemência da Borgonha (c. 1078 - 1133), filha de Guilherme I, Conde da Borgonha, e de Estefânia, de quem teve:
1. Joscelina de Lovaina casou com Inês de Percy.